# Campeonato de Cantabria de Bolo Palma

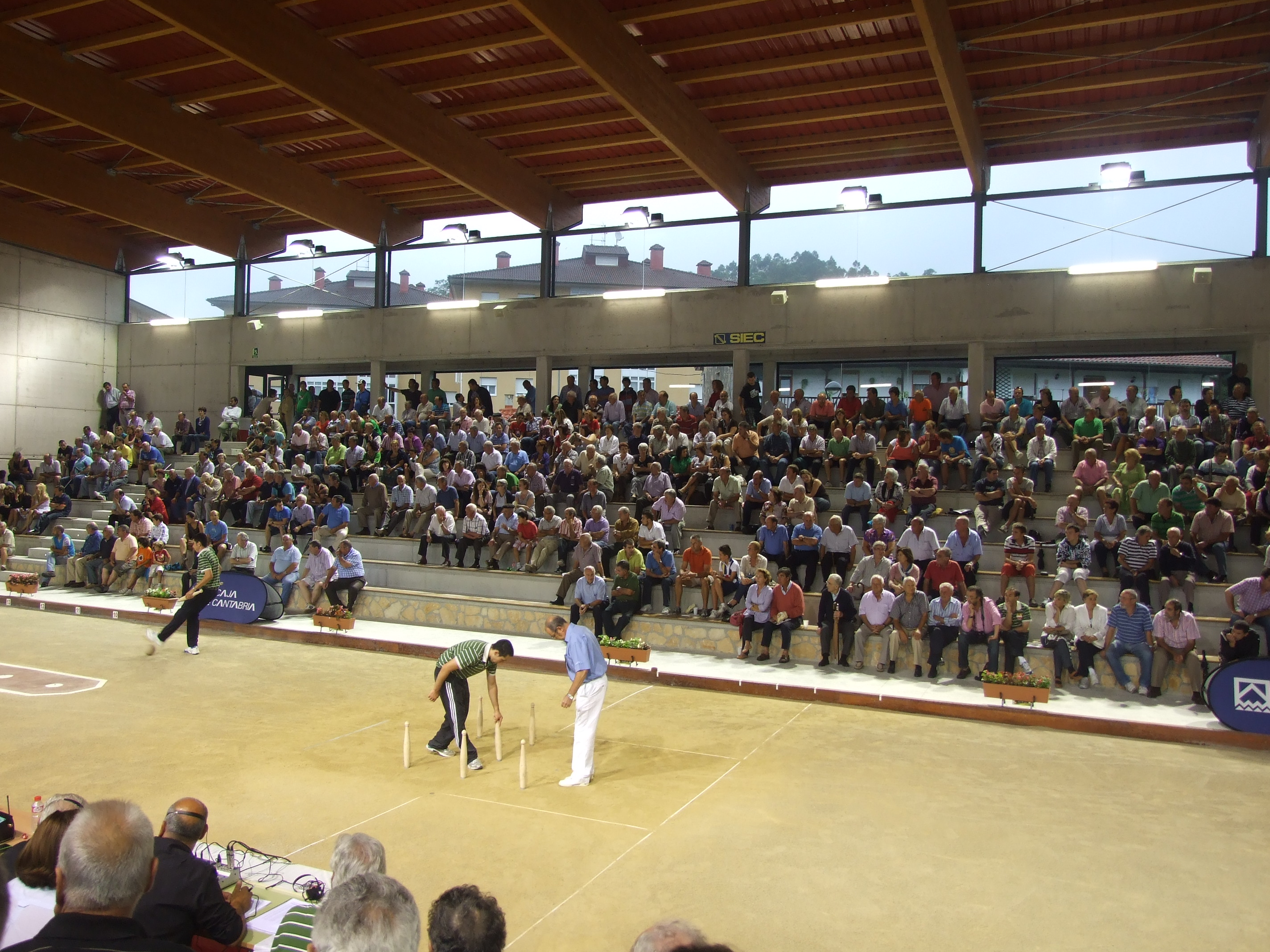
Campeonato de Cantabria de Bolo Palma en la bolera cubierta de La Encina de La Cavada en 2011.

El Campeonato de Cantabria de Bolo Palma es una competición de bolos que se celebra anualmente y que está dividido en varias categorías, según la edad y las categorías participantes.

## Historia
El campeonato regional de bolo palma se viene celebrando en Cantabria desde 1941, en su versión individual y desde 1961 por parejas. Desde entonces el jugador que más títulos ha acumulado ha sido Tete Rodríguez con 10 campeonatos individuales y 18 títulos por parejas. En la época reciente Jesús Salmón ha ganado 4 títulos individuales y 7 por parejas.
El lugar más utilizado para celebrar los títulos regionales han sido: Santander en 29 ocasiones el título individual y 16 el título por parejas, Torrelavega, que lo ha celebrado en 14 ocasiones el individual y 5 por parjas y Maliaño que lo celebró en tres ocasiones el individual y 1 el título por parejas.
En 2009 se celebraba su LXIV edición, se jugó en Los Corrales de Buelna por segunda vez en la historia y terminó con victoria de Rubén Haya, de la Peña Bolística Hnos. Borbolla Villa de Noja, totalizando 698 bolos. Para el campeón esta fue su segunda victoria en el regional, después de la lograda en 2000, sucediendo en el palmarés a Óscar González, campeón el año anterior. En parejas se celebraba su XLVII edición, se jugó en Loredo por primera vez en la historia y terminó con victoria de Jesús Salmón y Óscar González, de la Peña Bolística Maliaño Puertas Roper, totalizando 1323 bolos. Para los campeones esta fue su cuarta victoria en el regional, después de las logradas en 2006, 2007 y 2008.
La edición del 2010 se celebró en Peñacastillo. La victoria correspondió a Jesús Salmón, quien venció en la final a Rubén Haya con 691 bolos derribados frente a los 689 del subcampeón. La medalla de bronce correspondió a Ignacio Migoya con 540 bolos derribados. El campeonato de peñas por parejas se celebró en las localidades de Renedo y Parbayón, los días 9 y 10 de julio de 2010. El vencedor fue la pareja de la Peña Bolística Muriedas- Puertas Roper, Jesús Salmón y Óscar González con un total de 1390 bolos derribados, récord absoluto hasta esa fecha. Los subcampeones fueron los miembros de la Peña Hermanos Borbolla Villa de Noja, Raúl de Juana y Eusebio Iturbe, con 1341 bolos. El tercer clasificado fue la Peña La Rasilla formada por Agustín Fernández y Pedro Gutiérrez con 1301 bolos.

## Palmarés

### Individual
| N.º     | Año  | Sede                   | Ganador                            | Bolos         | Subcampeón                         | Tercer clasificado                 |
| ------- | ---- | ---------------------- | ---------------------------------- | ------------- | ---------------------------------- | ---------------------------------- |
| I       | 1941 | Santander              | Rogelio González "Zurdo de Bielva" | 786 (4 bolas) | Joaquín Salas                      | Rufino Díaz                        |
| II      | 1942 | Santander              | Modesto Cabello                    | 561           | Isidro Maza                        | Ramón Mallavia                     |
| III     | 1943 | Santander              | Ángel Maza                         | 572           | Gabino Revuelta                    | Joaquín Salas                      |
| IV      | 1944 | Sarón                  | Ángel Maza                         | 527           | Rogelio González                   | Federico Mallavia                  |
| V       | 1945 | Santander              | Rogelio González "Zurdo de Bielva" | 611           | Ángel Maza                         | Marcos Maza                        |
| VI      | 1946 | Santander              | Federico Mallavia                  | 476           | Luciano Ruiz                       | Florencio Gutiérrez                |
| VII     | 1947 | Santander              | Modesto Cabello                    | 599           | Rogelio González                   | Federico Mallavia                  |
| VIII    | 1948 | Santander              | Joaquín Salas                      | 628           | Modesto Cabello                    | Luciano Ruiz                       |
| IX      | 1949 | Santander              | Ramiro González                    | 630           | Valentín González                  | Braulio Llama                      |
| X       | 1950 | Torrelavega            | Josquín Salas                      | 661           | Ramiro González                    | Manuel Escalante                   |
| XI      | 1951 | Torrelavega            | Manuel Escalante                   | 637           | Ramiro González                    | Joaquín Salas                      |
| XII     | 1952 | Torrelavega            | Modesto Cabello                    | 646           | Joaquín Salas                      | Ramiro González                    |
| XIII    | 1953 | Torrelavega            | Ramiro González                    | 660           | Joaquín Salas                      | Modesto Cabello                    |
| XIV     | 1954 | Torrelavega            | Modesto Cabello                    | 668           | Ramiro González                    | Joaquín Salas                      |
| XV      | 1955 | Torrelavega            | Modesto Cabello                    | 691           | Ramiro González                    | Joaquín Salas                      |
| XVI     | 1956 | Barreda                | Joaquín Salas                      | 610           | Modesto Cabello                    | Manuel Escalante                   |
| XVII    | 1957 | Barreda                | Modesto Cabello                    | 602           | Ramiro González                    | Fidel Linares                      |
| XVIII   | 1958 | Torrelavega            | Ramiro González                    | 632           | Modesto Cabello                    | Gavino Trueba                      |
| XIX     | 1959 | Santander              | Modesto Cabello                    | 615           | Miguel Ángel González              | Manuel Sousa                       |
| XX      | 1960 | Santander              | Ramiro González                    | 606           | Joaquín Salas                      | Jesús Alonso                       |
| XXI     | 1961 | Santander              | Joaquín Salas                      | 616           | Ramiro González                    | Modesto Cabello                    |
| XXII    | 1962 | Vioño de Piélagos      | Modesto Cabello                    | 624           | Fidel Linares                      | Manuel Escalante                   |
| XXIII   | 1963 | Torrelavega            | Fidel Linares                      | 617           | José Antonio Sáiz                  | Joaquín Salas                      |
| XXIV    | 1964 | Santander              | Ramiro González                    | 608           | Manuel Escalante                   | Fidel Linares                      |
| XXV     | 1965 | Santander              | Manuel Escalante                   | 589           | Mauricio Hidalgo                   | Joaquín Salas                      |
| XXVI    | 1966 | Santander              | Virgilio Quintana                  | 613           | Jesús Alonso                       | Ramiro González                    |
| XXVII   | 1967 | Los Corrales de Buelna | Modesto Cabello                    | 592           | Joaquín Salas                      | Manuel Ventisca                    |
| XXVIII  | 1968 | Santander              | Lucas Arenal Arenal                | 615           | Fidel Linares                      | Manuel Escalante                   |
| XXIX    | 1969 | Santander              | Fidel Linares                      | 644           | Virgilio Quintana                  | Calixto García                     |
| XXX     | 1970 | Santander              | Calixto García Gómez               | 625           | Fidel Linares                      | Jesús Alonso                       |
| XXXI    | 1971 | Cartes                 | Fidel Linares                      | 648           | Virgilio Quintana                  | Emilio Antonio Rodríguez "Tete"    |
| XXXII   | 1972 | Roiz                   | Calixto García Gómez               | 614           | José Antonio Sáiz                  | Fidel Linares                      |
| XXXIII  | 1973 | Santander              | Fidel Linares                      | 676           | Emilio Antonio Rodríguez "Tete"    | Joaquín Peña                       |
| XXXIV   | 1974 | Comillas               | Emilio Antonio Rodríguez "Tete"    | 641           | Rafael Marcos                      | Calixto García                     |
| XXXV    | 1975 | La Cavada              | Calixto García Gómez               | 669           | Santos F. Ruiz                     | Fidel Linares                      |
| XXXVI   | 1976 | Nueva Montaña          | Lucas Arenal Arenal                | 649           | Calixto García                     | Miguel García                      |
| XXXVII  | 1977 | Quijas                 | Calixto García Gómez               | 651           | José Antonio Sáiz                  | Florentino Díaz                    |
| XXXVIII | 1978 | Santander              | Juan José Ingelmo Cangas           | 647           | Lucas Arenal Arenal                | Calixto García                     |
| XXXIX   | 1979 | Cabezón de la Sal      | Emilio Antonio Rodríguez "Tete"    | 681           | Santos F. Ruiz                     | Juan José Ingelmo                  |
| XL      | 1980 | Santander              | Emilio Antonio Rodríguez "Tete"    | 644           | Lucas Arenal Arenal                | Rafael Marcos                      |
| XLI     | 1981 | Torrelavega            | Miguel Ángel Castanedo Larrauri    | 622           | Rafael Marcos                      | Lucas Arenal Arenal                |
| XLII    | 1982 | Torrelavega            | Lucas Arenal Arenal                | 685           | Virgilio Quintana                  | Fidel Linares                      |
| XLIII   | 1983 | Santander              | Miguel Ángel Castanedo Larrauri    | 693           | Emilio Antonio Rodríguez "Tete"    | Fidel Linares                      |
| XLIV    | 1984 | Renedo de Piélagos     | Miguel Ángel Castanedo Larrauri    | 644           | Emilio Antonio Rodríguez "Tete"    | Miguel García                      |
| XLV     | 1985 | Santander              | Fidel Linares                      | 660           | Miguel Ángel Castanedo             | Emilio Antonio Rodríguez "Tete"    |
| XLVI    | 1986 | Torrelavega            | Emilio Antonio Rodríguez "Tete"    | 648           | Agustín Fernández                  | R. Fuentevilla                     |
| XLVII   | 1987 | Santander              | Fidel Linares                      | 634           | R. Fuentevilla                     | Emilio Antonio Rodríguez "Tete"    |
| XLVIII  | 1988 | Roiz                   | Emilio Antonio Rodríguez "Tete"    | 668           | Jaime García                       | Fidel Linares                      |
| IL      | 1989 | Santander              | José Manuel Gómez Cipitria "Lin"   | 627           | Emilio Antonio Rodríguez "Tete"    | L.F. Gandarillas                   |
| L       | 1990 | Santander              | Emilio Antonio Rodríguez "Tete"    | 690           | Agustín Fernández                  | Lucas Arenal Arenal                |
| LI      | 1991 | Maliaño                | Lucas Arenal Arenal                | 657           | Santos F. Ruiz                     | Fidel Linares                      |
| LII     | 1992 | Laredo                 | Emilio Antonio Rodríguez "Tete"    | 706           | Jesús J. Salmón                    | Juan José Ingelmo                  |
| LIII    | 1993 | Santander              | Emilio Antonio Rodríguez "Tete"    | 654           | Rubén Haya                         | Agustín Fernández                  |
| LIV     | 1994 | Torrelavega            | Jesús Salmón                       | 689           | Rubén Haya                         | Ángel Lavín                        |
| LV      | 1995 | Maliaño                | Emilio Antonio Rodríguez "Tete"    | 666           | Alfonso González                   | David Ibáñez                       |
| LVI     | 1996 | Roiz                   | Emilio Antonio Rodríguez "Tete"    | 658           | Jesús J. Salmón                    | Emilio Antonio Rodríguez Gutiérrez |
| LVII    | 1997 | Santander              | Emilio Antonio Rodríguez "Tete"    | 647           | José Luis Mallavia                 | Rubén Haya                         |
| LVIII   | 1998 | Sierrapando            | Emilio Antonio Rodríguez Gutiérrez | 684           | Agustín Fernández                  | Raúl de Juana                      |
| LIX     | 1999 | Maliaño                | Jesús Salmón                       | 701           | Alfonso González                   | Roberto García                     |
| LX      | 2000 | Sierrapando            | Rubén Haya                         | 687           | Jesús J. Salmón                    | Raúl de Juana                      |
| LXI     | 2001 | Santander              | Rubén Rodríguez Gutiérrez          | 687           | Rubén Haya                         | Jesús J. Salmón                    |
| LXII    | 2002 | Ontoria                | Jesús Salmón                       | 703           | Óscar González                     | Ángel Lavín                        |
| LXIII   | 2003 | Renedo                 | Óscar González                     | 693           | Rubén Haya                         | Daniel Sáiz                        |
| LXIV    | 2004 | Santander              | Raúl de Juana                      | 707           | Óscar González                     | Rubén Haya                         |
| LXV     | 2005 | Torrelavega            | Jesús Salmón                       | 709           | Óscar González                     | Rubén Haya                         |
| LXVI    | 2006 | Orejo                  | Óscar González                     | 646           | Agustín Fernández                  | Rubén Rodríguez Gutiérrez          |
| LXVII   | 2007 | Torrelavega            | Óscar González                     | 682           | Emilio Antonio Rodríguez Gutiérrez | Rubén Rodríguez Gutiérrez          |
| LXVIII  | 2008 | Noja                   | Óscar González                     | 718           | Jesús J. Salmón                    | Daniel Sáiz                        |
| LXIX    | 2009 | Los Corrales de Buelna | Rubén Haya                         | 698           | Óscar González                     | Jesús J. Salmón                    |
| LXX     | 2010 | Peñacastillo           | Jesús Salmón                       | 691           | Rubén Haya                         | Ignacio Migoya                     |
| LXXI    | 2011 | La Cavada              | Rubén Haya                         | 667           | Óscar González                     | Pedro Gutiérrez                    |
| LXXII   | 2012 | Maliaño                | Jesús Salmón                       | 693           | Óscar González                     | Gabriel Cagigas                    |
| LXXIII  | 2013 | Requejo                | Jesús Salmón                       | 669           | Rubén Haya                         | Gabriel Cagigas                    |
| LXXIV   | 2014 | Torrelavega            | Óscar González                     | 737           | Rubén Rodríguez                    | Rubén Haya                         |
| LXXV    | 2015 | Orejo                  | Gabriel Cagigas                    | 697           | Jesús J. Salmón                    | Rubén Túñez                        |
| LXXVI   | 2016 | La Cavada              | Óscar González                     | 716           | Emilio Antonio Rodríguez (hijo)    | Rubén Haya                         |
| LXXVII  | 2017 | Reinosa                | Óscar González                     | 715           | José M. Lavid                      | Jesús J. Salmón                    |
| LXXVIII | 2018 | Cueto                  | Víctor González Fernández          | 751 (Récord)  | Jesús J. Salmón                    | Óscar González                     |
| LXXIX   | 2019 | Roiz                   | Víctor González Fernández          | 712           | Rubén Haya                         | Manuel Domínguez                   |
| LXXX    | 2020 | La Cavada              | Víctor González Fernández          | 729           | Jesús J. Salmón                    | José M. Lavid                      |
| LXXXI   | 2021 | La Cavada              | Óscar González                     | 734           | Víctor González Fernández          | Jesús J. Salmón                    |
| LXXXII  | 2022 | Los Corrales de Buelna | Óscar González                     | 680           | Carlos A. García                   | Jesús J. Salmón                    |
| LXXXIII | 2023 | Oruña de Piélagos      | Pedro Gutiérrez                    | 688           | Jesús J. Salmón                    | Víctor González Fernández          |

### Por parejas
| N.º     | Año  | Sede                  | Ganador                                                   | Bolos | Observaciones |
| ------- | ---- | --------------------- | --------------------------------------------------------- | ----- | ------------- |
| I       | 1961 | Santander             | M. Escalante - Ramiro González                            | 684   | 3 vueltas     |
| -       | 1962 | -                     | -                                                         | -     | No se jugó    |
| II      | 1963 | Santander             | M. Pérez - A. Sánchez                                     | 905   | 4 vueltas     |
| III     | 1964 | La Penilla            | M. Escalante - Ramiro González                            | 924   |               |
| IV      | 1965 | Soto de la Marina     | J. A. Sáiz - Miguel A. González                           | 965   |               |
| V       | 1966 | Santander             | M. Escalante - Ramiro González                            | 956   |               |
| VI      | 1967 | Cabezón de la Sal     | J. Salas - M. Cabello                                     | 945   |               |
| VII     | 1968 | Roiz                  | L. Arenal - J. A. Sáiz                                    | 934   |               |
| VIII    | 1969 | Santander             | F. Linares - J. Peña                                      | 974   |               |
| IX      | 1970 | Santander             | D. Hoyos - Isidoro Gutiérrez                              | 900   |               |
| X       | 1971 | Santander             | L. Arenal - J. A. Sáiz                                    | 1.212 | 5 vueltas     |
| XI      | 1972 | Cabezón de la Sal     | J. Peña - V. Quintana                                     | 1.212 |               |
| XII     | 1973 | Santander             | J. Peña - V. Quintana (Textil Santanderina)               | 1.260 | Parejas Peña  |
| XIII    | 1974 | Torrelavega           | L. Arenal - Calixto G. (Comillas)                         | 1.229 |               |
| XIV     | 1975 | Torrelavega           | F. Linares - J. J. Ingelmo (Torrelavega)                  | 1.312 |               |
| XV      | 1976 | Roiz                  | F. Linares - L. Arenal (Comillas)                         | 1.268 |               |
| XVI     | 1977 | Muriedas              | Calixto G. - Tete Rodríguez (Textil Santanderina)         | 1.299 |               |
| XVII    | 1978 | Helguera              | Calixto G. - Tete Rodríguez (Textil Santanderina)         | 1.304 |               |
| XVIII   | 1979 | Torrelavega           | Calixto G. - Tete Rodríguez (Textil Santanderina)         | 1.307 | Parejas Peña  |
| XIX     | 1980 | Santander             | Jaime G. - M. A. Castanedo (Peñacastillo)                 | 1.247 |               |
| XX      | 1981 | Santander             | Tete Rodríguez - R. Fuentevilla (Construcciones Rotella)  | 1.263 |               |
| XXI     | 1982 | Santander             | Tete Rodríguez - R. Fuentevilla (Construcciones Rotella)  | 1.352 |               |
| XXII    | 1983 | Cabezón de la Sal     | Tete Rodríguez - R. Fuentevilla (Construcciones Rotella)  | 1.266 |               |
| XXIII   | 1984 | Santander             | Tete Rodríguez - R. Fuentevilla (Construcciones Rotella)  | 1.272 |               |
| XXIV    | 1985 | Torrelavega           | Tete Rodríguez - R. Fuentevilla (Construcciones Rotella)  | 1.265 |               |
| XXV     | 1986 | Santander             | Calixto G. - R. Fuentevilla                               | 1.201 | Parejas       |
| XXVI    | 1987 | La Cavada             | F. Linares - L. Arenal                                    | 1.316 |               |
| XXVII   | 1988 | Santander             | Tete Rodríguez - J. J. Ingelmo                            | 1.301 |               |
| XXVIII  | 1989 | Sobarzo               | Miguel G. - Santos F. Ruiz                                | 1.252 |               |
| XXIX    | 1990 | Oruña                 | Tete Rodríguez - J. J. Ingelmo                            | 1.277 |               |
| XXX     | 1991 | Maliaño               | Tete Rodríguez - J. J. Ingelmo                            | 1.280 |               |
| XXXI    | 1992 | Laredo                | Tete Rodríguez - J. J. Ingelmo                            | 1.249 |               |
| XXXII   | 1993 | Santillana del Mar    | Tete Rodríguez - J. J. Ingelmo                            | 1.283 |               |
| XXXIII  | 1994 | Santander             | Raúl de Juana - Roberto G. (Pontejos)                     | 1.327 | Parejas Peña  |
| XXXIV   | 1995 | Sierrapando           | J. J. Salmón - Agustín Fernández (Construcciones Rotella) | 1.264 |               |
| XXXV    | 1996 | Potes                 | Tete Rodríguez - J. J. Ingelmo (Construcciones Rotella)   | 1.337 |               |
| XXXVI   | 1997 | Sierrapando           | Tete Rodríguez - Raúl de Juana (Puertas Roper)            | 1.330 |               |
| XXXVII  | 1998 | Cudón                 | J. J. Salmón - Agustín Fernández (Construcciones Rotella) | 1.334 |               |
| XXXVIII | 1999 | Arenas de Iguña       | Raúl de Juana - Alfonso D. (Hnos Borbolla)                | 1.250 |               |
| XIL     | 2000 | Puente Viesgo         | Tete Rodríguez - J. J. Salmón (Puertas Roper)             | 1.269 |               |
| XL      | 2001 | Ibio                  | R. Haya - J. L. Mallavia S. (Puertas Roper)               | 1.285 |               |
| XLI     | 2002 | Sobarzo               | J. J. Salmón - Raúl de Juana (Hnos Borbolla)              | 1.367 |               |
| XLII    | 2003 | Torrelavega           | Tete Rodríguez - Óscar González (Puertas Roper)           | 1.350 |               |
| XLIII   | 2004 | La Cavada             | J. J. Salmón - Raúl de Juana (Hnos Borbolla)              | 1.343 |               |
| XLIV    | 2005 | Pontejos              | Tete Rodríguez - Óscar González (Puertas Roper)           | 1.300 |               |
| XLV     | 2006 | Santander             | J. J. Salmón - Óscar González (Puertas Roper)             | 1.318 |               |
| XLVI    | 2007 | Santander             | J. J. Salmón - Óscar González (Puertas Roper)             | 1.354 |               |
| XLVI    | 2008 | San Felices de Buena  | J. J. Salmón - Óscar González (Puertas Roper)             | 1.319 |               |
| XLVII   | 2009 | Loredo                | J. J. Salmón - Óscar González (Puertas Roper)             | 1.323 |               |
| XLVIII  | 2010 | Renedo                | J. J. Salmón - Óscar González (Puertas Roper)             | 1.390 | Récord        |
| IL      | 2011 | Unquera               | Rubén Haya - Óscar González (Puertas Roper)               | 1.035 |               |
| L       | 2012 | Requejo               | Rubén Haya - Óscar González (Puertas Roper)               | 1.040 |               |
| LI      | 2013 | Unquera               | Rubén Haya - Óscar González (Puertas Roper)               | 1.093 |               |
| LII     | 2014 | Requejo               | J. J. Salmón - Rubén Rodríguez (Hnos Borbolla)            | 1.055 |               |
| LIII    | 2015 | Torrelavega           | J. J. Salmón - Óscar González (Hnos Borbolla)             | 1.072 |               |
| LIV     | 2016 | Cueto                 | J. J. Salmón - Óscar González (Hnos Borbolla)             | 1.097 |               |
| LV      | 2017 | San Martín de Toranzo | J. J. Salmón - Óscar González (Hnos Borbolla)             | 1.069 |               |
| LVI     | 2018 | Riotuerto             | Rubén Haya - Carlos A. García (Puertas Roper)             | 1074  |               |
| LVII    | 2019 | Oruña                 | Víctor González - Jesús J. Salmón (P.B. Peñacastillo)     | 1086  |               |
| LVIII   | 2020 | Orejo                 | Víctor González - Jesús J. Salmón (P.B. Peñacastillo)     | 1088  |               |
| LIX     | 2021 | Orejo                 | Víctor González - Jesús J. Salmón (P.B. Peñacastillo)     | 1089  |               |
| LX      | 2022 | Boo                   | Rubén Haya - Víctor González (P.B. Peñacastillo)          | 1048  |               |
| LXI     | 2023 | Borleña               | Rubén Haya - Víctor González (P.B. Peñacastillo)          | 1043  |               |

### Juvenil
| N.º     | Año  | Sede                   | Campeón                | Bolos | Subcampeón         | Bolos | Observaciones                                                           |
| ------- | ---- | ---------------------- | ---------------------- | ----- | ------------------ | ----- | ----------------------------------------------------------------------- |
| I       | 1962 | Torrelavega            | Pedro Aramburu         | 492   | Jose García        | 429   | 4 concursos. Media campeón: 123                                         |
| II      | 1963 | Mogro                  | Jose M. Guiritebey     | 444   | Jose A. Franco     | 415   | 4 concursos. Media más baja de un campeón: 111                          |
| III     | 1964 | Mogro                  | Arturo Mallavia        | 560   | R. Fuentevilla     |       | 5 concursos.                                                            |
| IV      | 1965 | Mogro                  | Arturo Mallavia        | 556   | Tete Rodríguez     | 456   | 5 concursos.                                                            |
| V       | 1966 | Santander              | Ginés Higuera          | 573   | Jose Balbontín     | 529   | 5 concursos.                                                            |
| VI      | 1967 | Mogro                  | Tete Rodríguez         | 592   | Jose A. Mirones    | 518   | 5 concursos                                                             |
| VII     | 1968 | Mogro                  | J.A. González B.       | 594   | Julio Braun        | 593   | 5 concursos. Menor diferencia                                           |
| VIII    | 1969 | Mogro                  | Miguel Ángel Castanedo | 474   | C. Ceballos        | 443   | 4 concursos. Tiros de 14 y 15 m Birle 12,65 m                           |
| IX      | 1970 | Torrelavega            | E. Pereda              | 566   | Fco. Cuetara       | 527   | 5 concursos.                                                            |
| X       | 1971 | Santander              | Antonio Aragón         | 544   | Jose J. Suárez     | 484   | 5 concursos                                                             |
| XI      | 1972 | Santander              | Jose T. Cuevas         | 548   | Fidel Sánchez      | 499   | 5 concursos                                                             |
| XII     | 1973 | Cos                    | Jose Luis Cuétara      | 581   | Joaquin salas S.   | 518   | 5 concursos.                                                            |
| XIII    | 1974 | Somahoz                | Jose Luis Cuétara      | 568   | Florentino Díaz    | 556   | 5 concursos.                                                            |
| XIV     | 1975 | Villanueva de la Peña  | José María Álvarez A.  | 604   | Florentino Díaz    | 598   | 5 concursos                                                             |
| XV      | 1976 | Torrelavega            | Juan C. Villalba       | 565   | Fernando Cuétara   | 564   | 5 concursos.                                                            |
| XVI     | 1977 | Santander              | Fernando Cuétara       | 630   | Jose Gómez         | 578   | 5 concursos.                                                            |
| XVII    | 1978 | Santander              | Fco. Javier Nuñez      | 599   | Jose J. Pérez      | 586   | 5 concursos.                                                            |
| XVIII   | 1979 | Quijas                 | Rubén Noriega          | 581   | Paulino Pinta      | 572   | 5 concursos.                                                            |
| XIX     | 1980 | Sierrapando            | Paulino Pinta          | 617   | Juan A. Torre      | 588   | 5 concursos. Media 123,4                                                |
| XX      | 1981 | Coo de Buelna          | Juan A. Torre          | 605   | Emilio García      | 593   | 5 concursos.                                                            |
| XXI     | 1982 | Torres                 | Emilio García          | 603   | Miguel A. Bustillo | 576   | 5 concursos.                                                            |
| XXII    | 1983 | Oreña                  | Alfonso González       | 614   | Juan M- Aguirre    | 576   | 5 concursos.                                                            |
| XXIII   | 1984 | La Cavada              | Alfonso González       | 626   | Juan J. Ruiz       | 579   | 5 concursos. Media 125,2                                                |
| XXIV    | 1985 | Sobarzo                | Alfonso González       | 631   | Jose L. Mallavia   | 591   | 5 concursos. Media 126.2                                                |
| XXV     | 1986 | Monte                  | Jose L. Mallavia       | 619   | Raul de Juana      | 585   | 5 concursos.                                                            |
| XXVI    | 1987 | Los Corrales de Buelna | Fco. J. Barquín        | 595   | Rafael Marcos      | 587   | 5 concursos.                                                            |
| XXVII   | 1988 | Pesquera               | Jose Díaz              | 570   | Apolinar Rebolledo | 567   | 5 concursos.                                                            |
| XXVIII  | 1989 | Santander              | Apolinar Rebolledo     | 602   | Daniel Saiz        | 596   | 5 concursos.                                                            |
| XXIX    | 1990 | Vega de Villafufre     | David Ibañez           | 587   | Julian Gómez       | 560   | 5 concursos.                                                            |
| XXX     | 1991 | Santander              | Jesús Salmón           | 643   | Vicente Gómez      | 596   | 5 concursos. Media campeón: 128.6                                       |
| XXXI    | 1992 | Sierrapando            | Jose A. García S.      | 670   | Jesús Salmón       | 663   | 5 concursos. Media campeón: 134. Media más alta de un subcampeón: 132.6 |
| XXXII   | 1993 | Lamadrid               | Ruben Haya             | 650   | Eusebio Iturbe     | 626   | 5 concursos.                                                            |
| XXXIII  | 1994 | Maliaño                | E. A. Rodríguez        | 679   | Eusebio Iturbe     | 628   | 5 concursos. Media campeón: 135,8                                       |
| XXXIV   | 1995 | La Cavada              | Oscar González         | 640   | Rubén Rodríguez    | 638   | 5 concursos.                                                            |
| XXXV    | 1996 | Santander              | Alfonso Díaz           | 630   | Ramón Pelayo       | 630   | 5 concursos. Empate tras 5 concursos.                                   |
| XXXVI   | 1997 | Santander              | Pedro M. Blanco        | 611   | Ramón Pelayo       | 607   | 5 concursos.                                                            |
| XXXVII  | 1998 | Sobarzo                | Fco. Javier Puente     | 624   | Jorge González     | 584   | 5 concursos.                                                            |
| XXXVIII | 1999 | Quijano                | Fco. Javier Puente     | 591   | Noel Gómez         | 575   | 5 concursos.                                                            |
| XIL     | 2000 | Pesquera               | Alfonso Lavín          | 599   | Julian Crespo      | 596   | 5 concursos.                                                            |
| XL      | 2001 | Roiz                   | Julian Crespo          | 617   | Francisco Rucandio | 612   | 5 concursos.                                                            |
| XLI     | 2002 | La Cavada              | David Cecín            | 636   | Antonio Ruiz       | 605   | 5 concursos.                                                            |
| XLII    | 2003 | Santander              | Alberto Ceballos       | 560   | Javier Platas      | 552   | 5 concursos.                                                            |
| XLIII   | 2004 | Los Corrales de Buelna | Federico Diaz          | 602   | Jaime Rios         | 583   | 5 concursos.                                                            |
| XLIV    | 2005 | Molledo                | Federico Diaz          | 588   | M. Domínguez C.    | 575   | 5 concursos.                                                            |
| XLV     | 2006 | Puentenansa            | Antonio Sagredo        | 672   | Oscar Salmón       | 598   | 5 concursos. Mayor diferencia entre primero y segundo: 74 bolos         |
| XLVI    | 2007 | Mazcuerras             | Vicente Diego          | 618   | David Gandarillas  | 606   | 5 concursos.                                                            |
| XLVII   | 2008 | Carrejo                | Pablo Lavín            | 622   | Luis A. Pascua     | 603   | 5 concursos.                                                            |
| XLVIII  | 2009 | Solórzano              | Mario Pinta            | 637   | Mario Herrero      | 592   | 5 concursos.                                                            |
| XLIX    | 2010 | Borleña                | Gabriel Cagigas        | 690   | Alberto Gómez      | 612   | 5 concursos. Media 138. Record.                                         |
| L       | 2011 | Mazcuerras             | Gabriel Cagigas        | 659   | Álvaro Laso        | 610   | 5 concursos.                                                            |
| LI      | 2012 | Mazcuerras             | Hector Salmón          | 668   | Victor González    | 630   | 5 concursos.                                                            |
| LII     | 2013 | Los Corrales de Buelna | Jairo Arozamena        | 600   | Mario Saro         | 582   | 5 concursos.                                                            |
| LIII    | 2014 | Gajano                 | Jairo Arozamena        | 618   | Mario Gandarillas  | 602   | 5 concursos.                                                            |
| LIV     | 2015 | Barcenilla             | Sergio Castillo        | 615   | Álvaro Cuellos     | 613   | 5 concursos.                                                            |
| LV      | 2016 | Barcenilla             | J.M. González          | 658   | Javier del Rivero  | 628   | 5 concursos.                                                            |
| LVI     | 2017 | Santander              | J.M. González          | 663   | Javier Cacicedo    | 657   | 5 concursos                                                             |
| LVII    | 2018 | Quintana de Toranzo    | Javier Cacicedo        | 615   | Aitor Angulo       | 561   | 5 concursos.                                                            |

## Historial
| Ganador           | Individuales | Parejas | Total |
| ----------------- | ------------ | ------- | ----- |
| Tete Rodríguez    | 10           | 18      | 28    |
| J. J. Salmón      | 7            | 17      | 24    |
| Óscar González    | 9            | 13      | 20    |
| Modesto Cabello   | 9            | 1       | 10    |
| Fidel Linares     | 6            | 4       | 10    |
| Rubén Haya        | 3            | 7       | 10    |
| Calixto García    | 4            | 5       | 9     |
| Lucas Arenal      | 4            | 5       | 9     |
| Ramiro González   | 5            | 3       | 8     |
| Víctor González   | 3            | 5       | 8     |
| Juan José Ingelmo | 1            | 7       | 8     |